# Пробуждённое кладбище
«Пробуждённое кладбище» — американский низкобюджетный фильм ужасов/боевик режиссёра Гаррета Уайта, вышедший сразу на видео.

## Сюжет
В городе Сквихок компания Нео Генетикс открывает своё предприятие, которое, по словам начальников компании, призвано заниматься экспериментальной деятельностью. Вскоре в городке начинают происходить странные вещи с его жителями. Наконец выясняется, что сотрудниками компании являются зомби, проводящие свои эксперименты над живыми людьми.

## Художественные особенности
В отличие от многочисленных фильмов о зомби, в которых последние являются ожившими мертвецами, в данном фильме зомби больше похожи на подконтрольных, запрограммированных местных жителей города. Несколько параллельных ролей сыграли создатели фильма братья Уайт, которые также явились продюсерами фильма, а Гаррет Уайт его срежиссировал и написал сценарий.